# Mereologija
Mereologija (starogrško μερος, dob. 'del') je v filozofiji študija odnosov med delom in celoto in odnosov med posameznimi deli celote. Mereologija izhaja iz časa antične filozofije, začenši s Predsokratiki, nato v delih Platona (še posebej Parmenid in Theaetetus), Aristotela (Metafizika, Fizika in druge) in Boetija (De Divisione, In Ciceronis Topica). Mereološke teorije so osrednjeg pomena v metafiziki, pa tudi v logiki, filozofiji matematike, filozofiji jezika in filozofiji znanosti.
Mereologija se ukvarja z vprašanjem, ali lahko vse poljubne mereološke objekte združimo v nove mereološke objekte. Naši ontološki pristopi, s katerimi rešujemo tovrstna vprašanja, so odvisni od naših mereoloških pogledov – nihilizma ali univerzalizma.